# Dirección de Inteligencia Nacional

Logo der DINA

Die Dirección de Inteligencia Nacional (DINA, Leitung des Nationalen Geheimdienstes) war von November 1973 bis 1977 die chilenische Geheimpolizei, die vom Diktator Augusto Pinochet eingerichtet wurde. 1977 wurde die DINA aufgelöst und durch einen neuen Dienst, Central Nacional de Informaciones (CNI), ersetzt.

## Organisation
Behördenleiter des Geheimdienstes der Armee war General Manuel Contreras. Im Juni 1974 erhielt die DINA eine eigene Verwaltung. Mit diesem Geheimdienst wurde erst die Militärdiktatur in Chile ermöglicht. Nach 1977 wurde die DINA in Central Nacional de Información (CNI) (Zentrale Nationale Information) umbenannt. Die Angehörigen der DINA und des CNI wurden von den damaligen US-amerikanischen Einrichtungen der US School of the Americas trainiert.

## Auslandsaktivitäten
Im Jahre 1976 wurde der Tod von 119 linksgerichteten Oppositionellen bekannt. Die DINA hatte im Jahre 1975 im Auftrag von Pinochet diese Oppositionellen verschwinden lassen, was im Rahmen der Operation Colombo ausgeführt wurde. Im Jahre 1974 ließ die DINA in Zusammenarbeit mit dem Agenten Michael Townley den chilenischen General Carlos Prats in Buenos Aires ermorden. Der gleiche Agent war im Auftrag der DINA im Jahre 1976 an der Ermordung des ehemaligen chilenischen Außen- und Verteidigungsministers Orlando Letelier in den USA beteiligt.
In Europa arbeitete der Angehörige der Organisation de l’armée secrète (OAS), Albert Spaggiari, ebenso wie der italienische neofaschistische Terrorist Stefano Delle Chiaie (alias ALFA) für die DINA, wie sich aus im Jahre 2000 freigegebenen Akten der CIA ergab. In einem Schreiben aus dem Jahre 1979, das im Jahre 2000 freigegeben wurde, berichtete Townley, dass Contreras und Pinochet sich nach dem Tod von Franco in Spanien mit den Italienern in Spanien zusammentrafen. Dabei wurde bekannt, dass die Italiener zahlreiche Spionageaktivitäten in Europa und Südamerika gegen die Peruaner und Argentinier ausführten.
Townley arbeitete im Jahre 1970 im Bezirk Lo Curro von Santiago de Chile mit Eugenio Berríos an der Produktion des Nervengases Sarin. Berrios, der 1995 ermordet wurde, war auch in den Transport von Drogen verwickelt, stand aber gleichzeitig in Kontakt mit der US-amerikanischen Drogenbekämpfungsbehörde Drug Enforcement Administration (DEA) und deren Agenten.

## Inlandsaktivitäten
Ab Mitte 1974 benutzte die Brigada de Inteligencia Metropolitana (BIM), die Hauptstadtabteilung der DINA, das Gelände der Villa Grimaldi als ihre Kommandozentrale und als Folterzentrum.
Nach Untersuchungen von Amnesty International und aus Angaben des Chilean National Commission for Truth and Reconciliation Report geht hervor, dass die Siedlung Colonia Dignidad als ein Gefangenenlager der DINA diente. Der Sohn von Contreras berichtete, dass sein Vater und Pinochet das Lager im Jahre 1974 besichtigt haben. Sein Vater und der Leiter des Lagers, Paul Schäfer, so der Sohn Contreras, seien Freunde gewesen. Im März 2005 bestätigte Townley die Beziehungen der DINA zur Colonia Dignidad. Townley bestätigte auch Experimente mit biologischen Kampfmitteln, die in der Via Naranja de lo Curro Straße stattgefunden haben. Nach einer Aussage von Townley sei der frühere christdemokratische Präsident Eduardo Frei Montalva mit einem biologischen Gift ermordet worden, das in der Colonia Dignidad hergestellt wurde.

## Geplante Aktion gegen Großbritannien
Aus einem undatierten Schreiben von Townley an Pinochet geht auch hervor, dass der Ex-Kubaner Virgilio Paz Romero im Jahre 1975 Fotos von Gefangenenlager der Briten in Nordirland für den DINA angefertigt habe. Diese Aufnahmen sollten der chilenischen Regierung ermöglichen, Großbritannien vor der UNO wegen der Verletzung von Menschenrechten anzuklagen. Diese Fotos kamen aber nicht rechtzeitig genug, um ihren Zweck zu erfüllen und wurden dann in der Zeitschrift El Mercurio veröffentlicht.

## Nachwirkungen 2007
Im Januar 2007 stellte ein chilenisches Gericht fest, dass die DINA eine illegale Vereinigung gewesen sei. Gegen acht Verdächtige der DINA wurde ein Verfahren eröffnet, das die Ermordung des Generals Carlos Prats und seiner Ehefrau Sofia Cuthbert klären soll. Prats war der Vorgänger von Pinochet als Oberster Befehlshaber der chilenischen Streitkräfte.
Eine argentinische Richterin hatte bisher vergebens versucht, die Auslieferung von Pinochet an Argentinien zu erreichen, da Pinochet für das Attentat als Verantwortlicher galt. In diesem Zusammenhang wurde der chilenische Agent Enrique Arancibia Clavel als Beteiligter an dem Attentat zu lebenslanger Haft in Argentinien verurteilt. Die Agentin der DINA in Chile, Marianna Calleja, wird beschuldigt, als Ausführende das Attentat begangen zu haben.